# Ledropsis cancroma
Ledropsis cancroma är en insektsart som beskrevs av White 1844. Ledropsis cancroma ingår i släktet Ledropsis och familjen dvärgstritar. Inga underarter finns listade i Catalogue of Life.